# پفی‌مرغ رگه‌سیاه
پفی‌مرغ رگه‌سیاه (نام علمی: Malacoptila fulvogularis) یک گونه از پرندگان نزدیک گنجشک‌سان در خانواده پفی‌مرغان، شامل مرغ‌های پفی، راهبک‌های و مرغ‌های راهبه است که در بولیوی، کلمبیا، اکوادور و پرو یافت می‌شود.